# Arquidiocese de Avinhão
A Arquidiocese de Avinhão (Archidiœcesis Avenionensis) é uma arquidiocese de rito latino da Igreja Católica, em França. A diocese exerce jurisdição sobre o território departamento de Vaucluse, na Região de Provence-Alpes-Côte d'Azur.
Estabelecida no século IV como Diocese de Avinhão, esta diocese foi elevada a arquidiocese em 1475, com as dioceses sufragâneas de Carpentras, Vaison, e Cavaillon. Pela Concordata de 1801 estas três dioceses foram unidas a Avinhão, em conjunto com a diocese de Apt, sufragânea da arquidiocese de Aix. Ao mesmo tempo Avinhão era reduzida ao nível de bispado e tornou-se diocese sufragânea de Aix. 
A arquidiocese de Avinhão foi restabelecida em 1822, e recebeu as sés sufragâneas de Viviers (restaurada em 1822); Valence (antes sob Lyon); Nîmes (restaurada em 1822); e Montpellier (antes sob a arquidiocese de Toulouse). 
Em 16 de dezembro de 2002, a sé - oficialmente Arquidiocese de Avinhão (Apt, Cavaillon, Carpentras, Orange, e Vaison) perdeu o estatuto metropolitano e tornou-se sé sufragânea da arquidiocese de Marselha. Em 2009 o seu nome foi mudado simplesmente para Arquidiocese de Avinhão, com os títulos secundários removidos.

## História
Não há prova de que São Rufo, discípulo de São Paulo (de acordo com certas tradições filho de Simão de Cirene) ou São Justo fossem venerados na antiguidade como bispos desta sé. O primeiro bispo conhecido na história é Nectário de Auvérnia. Santo Agrícola, bispo entre 650 e 700, é o padroeiro de Avinhão. 
Em 1475 o Papa Sisto IV elevou a diocese de Avinhão a arcebispado, em favor do seu sobrinho Giuliano della Rovere, que mais tarde seria o Papa Júlio II.

## Bispos

### Antes de 1000
- c. 70: São Rufo
- c. 96: Caro
- c. 134: Igílio
- 202–219: Ébulo
- 219–230: João I
- 230–257: Astério
- 257–264: Secundino
- 264–281: São Amato
- 281–298: Cedício
- 298–324: Primo
- 324–326: Frontino
- 326–329: Aventino
- 329–363: Regílio
- 363–372: Antíscio
- 372–390: Justo
- 390–414: Estêvão
- 414–429: João II
- 429–437: Debão
- 437–449: Júlio
- 449–455: Máximo I
- 455–464: Donato
- 464–475: Saturnino
- 475–498: Elótero
- 498–516: Juliano
- 516–523: Salutar
- 523–533: Euquério
- 533–548: Ermênio
- 548–564: Antonino
- 564–587: João III
- 587–595: Váleo
- 595–627: Dinâmio
- 627–630: São Máximo II
- 630–646: Edmundo
- 646–660: São Magno
- 660–700: Santo Agrícola
- 700–720: São Veredemo
- 720–760: João IV
- 760–765: Alfonso
- 765–795: José I
- 795–796: Amico
- 796–822: Humberto
- 822–835: Remi I
- 835–854: Fulquério (I)
- 854–860: Ragenúcio
- 860–878: Hilduíno
- 878–898: Ratfredo
- 898–911: Remi II
- 911–940: Fulco (or Fulquério II)
- 949–955: Florêncio
- 955–976: Landerico
- 976–996: Vernério
- 996–1002: Laudério

### 1000 a 1474
- 1002–1005: Pedro I
- 1005–1037: Heldeberto
- 1037–1038: Senioreto
- 1038–1050: Benedito I
- 1050–1080: Rostaingo I
- 1080–1104: Alberto
- 1104–1110: Auberto
- 1110–1126: Rostaingo II
- 1126–1146: Laugério
- 1146–1150: Máximo III
- 1150–1164: Godofredo I
- 1164–1171: Artaldo
- 1171–1173: Pedro II
- 1173–1174: Godofredo II
- 1174–1176: Raimundo I
- 1176–1179: Pôncio
- 1179–1180: Pedro II (de novo)
- 1180–1197: Rostaingo III. de Marguerite
- 1197–1209: Rostaingo I
- 1209–1226: Guilherme I de Montelier
- 1226–1227: Pedro III
- 1227–1232: Nicolau
- 1232–1233: Bermundo
- 1233–1234: Bertrando I
- 1234–1238: Bernardo I
- 1238: Benedito II
- 1238–1240: Bernardo II
- 1240–1261: Zoen Tencarari
- 1261–1264: Etienne I.
- 1264–1268: Bertrand de Saint-Martin[1]
- 1268–1270: Robert I. d'Uzès
- 1270–1271: Jean I.
- 1271–1272: Raymond II.
- 1272–1287: Robert II.
- 1291–1300: André de Languiscel
- 1300–1310: Bertrand III. Aymini
- 1310: Guillaume II. de Maudagot
- 1310–1313: Jacques Duèze, futuro Papa João XXII
- 1313–1317: Jacques II. de Via
- 1317–1334: Papa João XXII (novamente)
- 1335–1349: Jean II. de Cojordan
- 1349–1352: Papa Clemente VI
- 1352–1362: Papa Inocêncio VI
- 1362–1366: Angelic de Grimoard
- 1366–1367: Papa Urbano V
- 1367–1368: Philippe de Cabassole
- 1368–1373: Pierre IV. d'Aigrefeuille
- 1373–1391: Faydit d'Aigrefeuille
- 1391–1394: Antipapa Clemente VII
- 1394–1398: Antipapa Bento XIII
- 1398–1406: Gilles de Bellamere
- 1410–1412: Pierre V. de Tourroye
- 1412–1415: Simon de Cramaud
- 1415–1419: Guy I. de Russilhão-Bouchage
- 1419–1422: Guy II. Spifame
- 1422–1432: Guy III. de Russilhão-Bouchage
- 1432–1438: Marc Condulmero
- 1438–1474: Alain de Avinhão

## Arcebispos
Arcebispos locais:
- 1474–1503: Giuliano della Rovere (Arcebispo desde 1475)
- 1504–1512: Antoine Florès
- 1512–1517: Orlando Carretto della Rovere (Orland de Roure)
- 1517–1535: Hippolyte de' Medici
- 1535–1551: Alessandro Farnese, o Jovem
- 1551–1562: Annibale Bozzuti (Annibal Buzzutto)
- 1566–1576: Félicien Capitone
- 1577–1585: Georges d'Armagnac
- 1585–1592: Domenico Grimaldi
- 1592–1597: François-Marie Thaurusi (Francesco Maria Tarugi)
- 1598–1609: Jean-François Bordini
- 1609–1624: Etienne II. Dulci
- 1624–1645: Marius Philonardi
- 1645–1646: Bernard III. Pinelli
- 1647–1648: César Argelli
- 1649–1669: Dominique de Marini
- 1669–1672: Azzo Ariosto
- 1673–1684: Hyacinthe Libelli
- 1684–1689: Alexandre II. Montecatini
- 1691–1706: Laurent-Marie Fieschi
- 1706–1717: François Maurice Gonteri (Gontier)
- 1742–1756: Joseph II. Guyon de Crochans
- 1756–1774: François I. Manzi
- 1774–1790: Charles-Vincent Giovio
- 1793–1794: François-Régis Rovère
- 1798: François II. Etienne
- 1802–1817: Jean-François Périer
- 1821–1830: Etienne-Parfait-Martin Maurel de Mons
- 1831–1834: Louis-Joseph d'Humières
- 1834–1842: Célestin Dupont (Jacques-Marie-Antoine-Célestin du Pont) (also Arcebispo de Bourges)
- 1842–1848: Paul Naudo
- 1848–1863: Jean-Marie-Mathias Debelay
- 1863–1880: Louis-Anne Dubreuil
- 1880–1884: François-Edouard Hasley (também Arcebispo de Cambrai)
- 1885–1895: Louis-Joseph-Marie-Ange Vigne
- 1896–1907: Louis-François Sueur
- 1907–1928: Gaspard-Marie-Michel-André Latty
- 1928–1957: Gabriel-Roch de Llobet
- 1957–1970: Joseph-Martin Urtasun
- 1970–1978: Eugène-Jean-Marie Polge
- 1978–2002: Raymond Joseph Louis Bouchex
- 2002–2021: Jean-Pierre Marie Cattenoz
- 2021-atual: François Fonlupt